# Litochila jezonica
Litochila jezonica är en stekelart som först beskrevs av Tohru Uchida 1930.  Litochila jezonica ingår i släktet Litochila och familjen brokparasitsteklar. Inga underarter finns listade i Catalogue of Life.